# Stelgidillas gracilirostris
Stelgidillas gracilirostris là một loài chim trong họ Pycnonotidae. Chúng được tìm thấy ở Angola, Bénin, Burundi, Cameroon, Cộng hòa Trung Phi, Cộng hòa Congo, Cộng hòa Dân chủ Congo, Bờ Biển Ngà, Guinea Xích Đạo, Gabon, Ghana, Guinea, Guinea-Bissau, Kenya, Liberia, Mali, Nigeria, Rwanda, Sénégal, Sierra Leone, Sudan, Tanzania, Togo, và Uganda.